# КК Гетинген
КК Гетинген је немачки кошаркашки клуб из Гетингена, града на југоистоку Доње Саксоније. У сезони 2012/13. такмичи се у Про А лиги Немачке.

## Историја
Клуб је основан 1974. године, али је прилику да игра у Бундеслиги Немачке добио тек у сезони 2007/08. У овом највишем рангу кошаркашких такмичења у Немачкој провео је 5 година, али је највиши домет који је остварио било четвртфинале. Сезону 2011/12. завршио је на последњем месту, те је испао у нижи ранг такмичења - Про А лигу. Без запаженијих резултата је и у националном купу.
На међународној сцени забележио је и највећи успех у историји клуба - освајање Еврочеленџа у сезони 2009/10. У наредној сезони такмичио се у Еврокупу и стигао до четвртфинала.

## Успеси

### Међународни
- Еврочеленџ:
  - Освајач (1): 2010.

## Познатији играчи
- Тејлор Рочести
- Мајкл Скот